# Borgocarbonara
Borgocarbonara är en kommun i provinsen Mantua i regionen Lombardiet i Italien. Kommunen hade 1 931 invånare (2019).
Kommunen Borgocarbonara bildades den 1 januari 2019 genom en sammanslagning av de tidigare kommunerna Borgofranco sul Po och Carbonara di Po.